# ماساهيرو هاسمي
ماساهيرو هاسمي (باليابانية: 長谷見昌弘؛ بالكانا: はせみ まさひろ) مواليد 13 نوفمبر 1945 في طوكيو، هو سائق فورملا 1 ياباني سابق بدأ مسيرته الاحترافية سنة 1976. كان أول سباق له هو جائزة اليابان الكبرى 1976.

## سباقات شارك فيها
- لو مان 24 ساعة
- سوبر فورمولا
- بطولة العالم للسيارات الرياضية